# Ольховатское городское поселение
Ольхова́тское городско́е поселе́ние — муниципальное образование в Ольховатском районе Воронежской области Российской Федерации.
Административный центр — пгт Ольховатка.

## История
Законом Воронежской области от 2 октября 2013 года № 118-ОЗ, Ольховатское городское поселение, Базовское и Заболотовское сельские поселения преобразованы путём объединения в Ольховатское городское поселение с административным центром в рабочем посёлке Ольховатка.

## Население
| 2010    | 2011    | 2012    | 2013  | 2014    | 2015    | 2016    |
| ------- | ------- | ------- | ----- | ------- | ------- | ------- |
| 4056    | ↘3785   | ↗3972   | ↘3879 | ↗13 214 | ↘13 152 | ↘13 005 |
| 2017    | 2018    | 2021    |       |         |         |         |
| ↘12 913 | ↘12 870 | ↘12 569 |       |         |         |         |

## Состав городского поселения
| № | Населённый пункт | Тип населённого пункта      | Население |
| - | ---------------- | --------------------------- | --------- |
| 1 | Большие Базы     | посёлок                     | 2572      |
| 2 | Бугаевка         | посёлок                     | 1717      |
| 3 | Заболотовка      | посёлок                     | ↘3156     |
| 4 | Загирянка        | посёлок                     | 250       |
| 5 | Малые Базы       | посёлок                     | 1660      |
| 6 | Ольховатка       | пгт, административный центр | ↘3276     |
| 7 | Саловка          | посёлок                     | 339       |